# Jean-Augustin Barral
Pour les articles homonymes, voir Barral.
Jean-Augustin Barral, né le 31 janvier 1819 à Metz (Moselle) et mort à Fontenay-sous-Bois (Val-de-Marne) le 10 septembre 1884, est un chimiste, physicien et agronome français. On lui doit notamment l'analyse de la composition de la nicotine, alors qu'il est employé à l'administration des tabacs.

## Biographie
Ancien élève de l'École polytechnique (X1838), il devient professeur de chimie. Il est l’auteur de très nombreux ouvrages de vulgarisation, notamment concernant l’agriculture et l’irrigation, et devient directeur de publication d’ouvrages scientifiques.
Il a été rédacteur de La Démocratie pacifique, journal de Victor Considerant, cofondateur en 1837 avec Jacques Alexandre Bixio du Journal d’agriculture pratique, qu’il dirige à partir dès 1850, auteur de nombreuses notices scientifiques dans la Revue des Deux Mondes, dans le Dictionnaire des arts et manufactures et dans les Annales de chimie et de physique. Il poursuit son activité journalistique en fondant en 1865 La Presse scientifique des deux mondes, organe du Cercle de la Presse scientifique. En 1866, à la suite de son éviction de la direction du Journal d'agriculture pratique, il fonde le Journal de l'agriculture.
Il participe en 1848 à la révolution aux côtés d'Arago. Il est toutefois compromis lors de l’insurrection du 13 juin 1849 dirigée contre l’intervention des troupes françaises contre la république romaine, et dont les instigateurs avaient été Considerant et Ledru-Rollin, c’est peut-être à Bixio que Barral avait dû de ne pas être inquiété après son arrestation le 25 juin. En juillet 1850, Barral et Bixio ont fait ensemble près de Coulommiers une ascension en ballon pour déterminer la température et la composition de l’air, exploit qui a eu un énorme retentissement.
À partir de 1849, pendant quatre ans, Barral rassemble les textes de François Arago sous sa direction, pour en publier les œuvres complètes, puis en 1854, publie de façon posthume la célèbre Astronomie populaire, ouvrage complet et modèle pour de nombreux vulgarisateurs.
Il fut élu secrétaire perpétuel de la Société nationale d’agriculture de Francele 30 décembre 1871 et le resta jusqu'à son décès
Il est le père de Georges Barral.

## Distinctions
- Commandeur de la Légion d'honneur (1880)

## Hommage
Ses travaux lui valent d’être nommé sur les côtés de la tour Eiffel.

## Principales publications
- Statique chimique des animaux, appliquée spécialement à la question de l’emploi agricole du sel, Paris, Librairie agricole de la Maison rustique, 1850, XI-532 p. Texte en ligne[5]
- Manuel du drainage des terres arables, 1854
- Drainage, irrigations, engrais liquides, 4 volumes, 1856-1860
- Le Bon Fermier, aide-mémoire du cultivateur, 1861
- (avec Henri Dutrône : Race bovine sans cornes des Sarlabots, in: Journal d'agriculture pratique, 5 mars 1862.
- Le Blé et le pain, liberté de la boulangerie, 1863
- Trilogie agricole. 1° Force et faiblesse de l'agriculture française. 2° Services rendus à l'agriculture par la chimie. 3°Les engrais chimiques et le fumier de ferme, 1867
- L'Agriculture du nord de la France, 2 volumes, 1867-1870
- Les Irrigations dans le département des Bouches-du-Rhône : rapport sur le concours ouvert en 1875 pour le meilleur emploi des eaux d'irrigation, 1876
- L’Agriculture, les prairies et les irrigations de la Haute-Vienne, 1884
- Les Irrigations dans le département de Vaucluse : rapport sur le concours ouvert en 1877 pour le meilleur emploi des eaux d'irrigation, 1878
- Avenir de grandes exploitations agricoles établis sur les côtes du Venezuela, 1881
- La Lutte contre le phylloxéra, 1883
- Notions d'agriculture et d'horticulture, 3 volumes, 1883-1889
- Dictionnaire d'agriculture : encyclopédie agricole complète, 4 volumes, 1886-1892
- Journal de l'agriculture, fondé le 20 juillet 1866, fusionné successivement avec le Journal de la ferme et des maisons de campagne et avec la Revue de l'horticulture.
- Astronomie populaire. Coécrit avec Arago, François (1786 - 1853). Texte disponible en ligne sur LillOnum. Tome 1. (Editions Theodore Morgand. Paris, 1865). Tome 1. (Editions L. Guérin et Cie. Paris, 1871). Tome 2. (Editions Theodore Morgand. Paris, 1865). Tome 2. (Editions L. Guérin et Cie. Paris, 1872). Tome 3. (Editions Theodore Morgand. Paris, 1865). Tome 3. (Editions L. Guérin et Cie. Paris, 1867). Tome 4. (Editions Gide / T. O. Weigel, Paris / Leipzig, 1860). Tome 4. (Editions L. Guérin et Cie. Paris, 1871).